# Gedenkstätte Kadaň

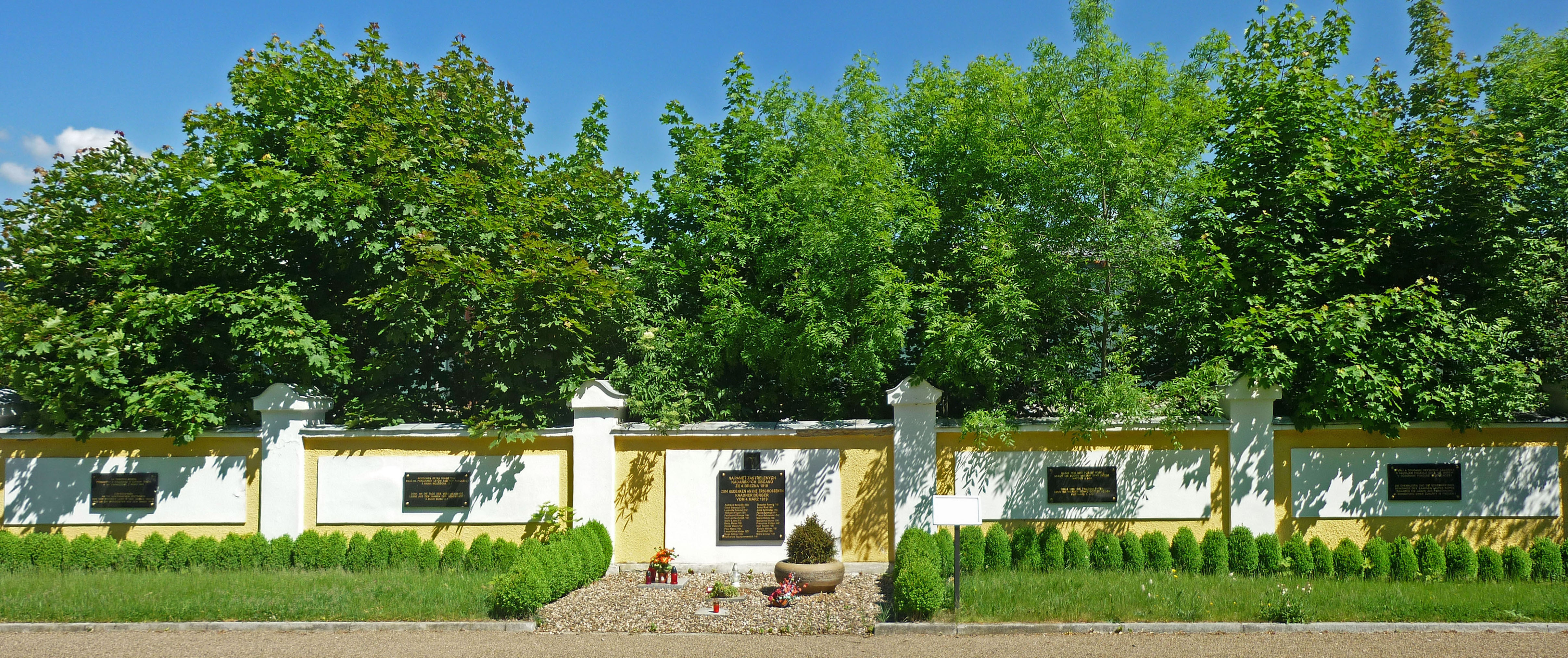
Gedenkstätte (2017)

Die Gedenkstätte Kadaň ist ein Erinnerungsort in der tschechischen Stadt Kadaň (deutsch Kaaden an der Eger). Er wurde für 25 sudetendeutsche Kaadener, die im März 1919 erschossen wurden und für die nach dem Zweiten Weltkrieg vertriebenen Kaadener errichtet.

## Hintergrund

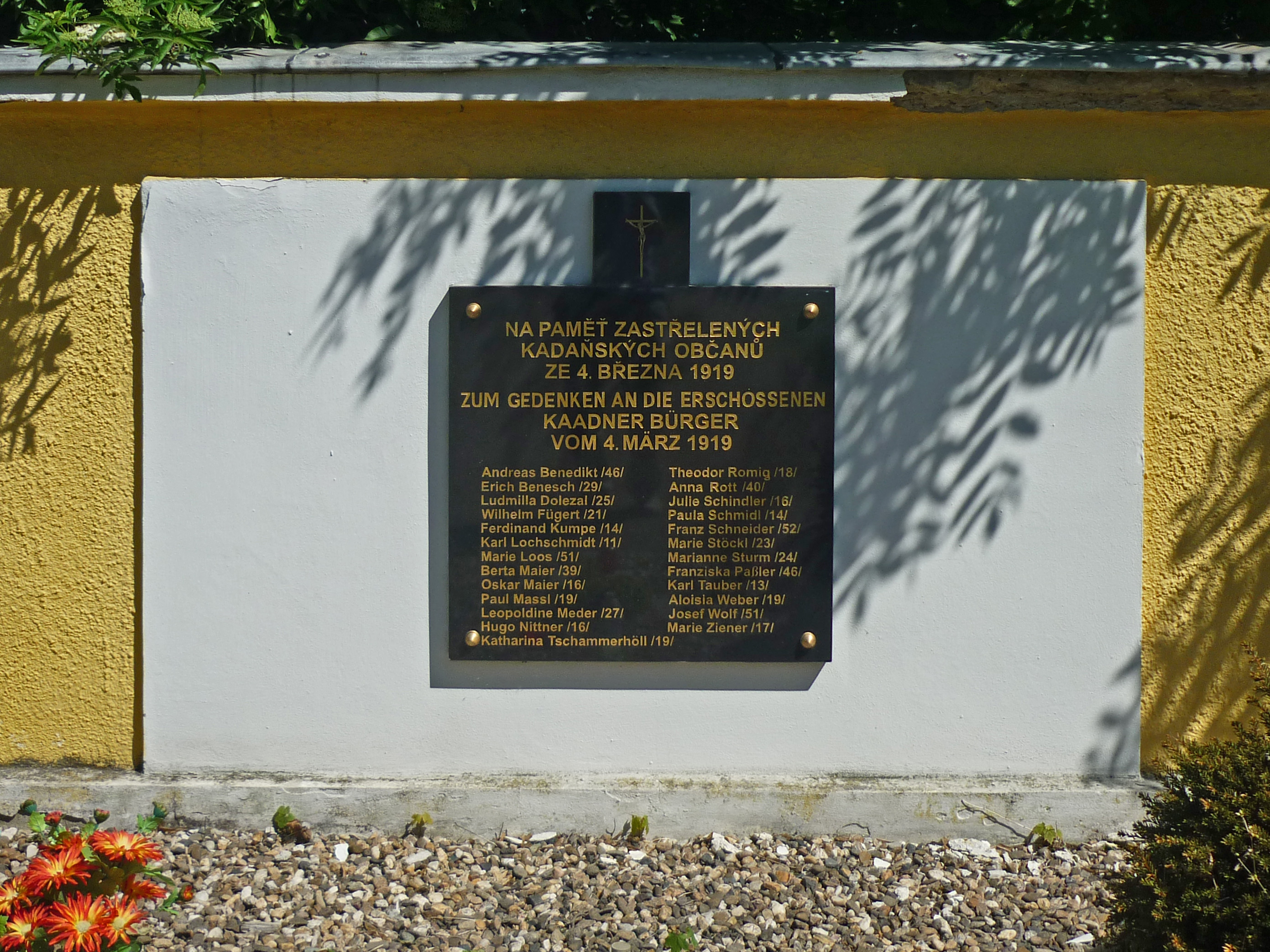
Detail Gedenktafel

Am 4. März 1919 demonstrierten Sudetendeutsche in der damals neu konstituierten Tschechoslowakei für den Verbleib in Deutschösterreich. Die deutschen Gebiete waren zwischen 1. November 1918 und 31. Januar 1919 durch tschechoslowakische Truppen besetzt worden.
Konkreter Anlass für die Demonstrationen des 4. März 1919 war die an diesem Tag stattfindende Eröffnungssitzung der konstituierenden Nationalversammlung Deutschösterreichs, in der die Deutschen der umstrittenen Gebiete Böhmens, Mährens und Österreichisch-Schlesiens im Unterschied zur vorangegangenen Provisorischen Deutsch-Österreichischen Nationalversammlung, die aus 1911 gewählten Reichsratsabgeordneten bestand, auf Grund der tschechischen Wahlverhinderung nicht mehr vertreten waren.
Die Sudetendeutschen wurden nach dem Ende des Zweiten Weltkriegs unter Androhung und Anwendung von Gewalt zum Verlassen ihrer Heimat gezwungen. Rund drei Millionen Menschen wurden vertrieben.
Im September 2009 wurden an der Nordseite des Friedhofs Gedenktafeln angebracht, die an die Opfer erinnern.